# Myrceugenia rufa
Myrceugenia rufa là một loài thực vật có hoa trong Họ Đào kim nương. Loài này được (Colla) Skottsb. mô tả khoa học đầu tiên năm 1947.